# Thick as a Brick 2
| Críticas profissionais | Críticas profissionais |
| Avaliações da crítica  | Avaliações da crítica  |
| Fonte                  | Avaliação              |
| ---------------------- | ---------------------- |
| Allmusic               | 3 de 5 estrelas.       |

Thick as a Brick 2 é um álbum de Ian Anderson lançado em 2012. Como o seu título indica, esta é uma sequência do álbum conceitual, Thick as a Brick, lançado sob o nome de Jethro Tull em 1972. Assim, a capa representa a página inicial do site StCleve.com, que corresponde à versão moderna do St Cleve Chronicle, um jornal local fictício, onde a página um constitui a capa do primeiro Thick as a Brick.
A história do álbum é resumida por seu sub-título, Whatever Happened to Gerald Bostock? ("O que aconteceu com Gerald Bostock?"). O primeiro Thick as a Brick foi apresentado na definição da música de um longo poema escrito por uma criança-prodígio de 10 anos Gerald Bostock. Thick as a Brick 2 considera uma série de futuros possíveis para Bostock, e o retrata de várias formas como um trader, um vagabundo, um soldado, um pastor ou um vendedor de uma pequena mercearia de bairro.

## Títulos
Enquanto que Thick as a Brick incluía apenas uma única canção (dividida em duas partes por razões práticas, relacionadas com o formato vinil), Thick as a Brick 2 tem 17 canções divididas em 13 faixas. Todas são escritas e compostas por Ian Anderson.
1. From a Pebble Thrown – 3:05
2. Medley: Pebbles Instrumental / Might-Have-Beens – 4:21
3. Medley: Upper Sixth Loan Shark / Banker Bets, Banker Wins – 5:41
4. Swing It Far – 3:28
5. Adrift and Dumfounded – 4:25
6. Old School Song – 3:07
7. Wootton Bassett Town – 3:44
8. Medley: Power and Spirit / Give Till It Hurts – 3:11
9. Medley: Cosy Corner / Shunt and Shuffle – 3:37
10. A Change of Horses – 8:04
11. Confessional – 3:09
12. Kismet in Suburbia – 4:17
13. What-ifs, Maybes And Might-Have-Beens – 3:36

## Músicos
- Ian Anderson: vocal, flauta, violão
- Florian Opahle: guitarra elétrica
- Scott Hammond: bateria, percussão
- John O'Hara: piano, órgão Hammond, acordeão
- David Goodier: baixo
- Ryan O'Donnell: vocal
- Pete Judge : trompete, flugelhorn, saxhorn, tuba